# 1951 à la télévision
| Années de la télévision : 1948 - 1949 - 1950 - 1951 - 1952 - 1953 - 1954    |
| Décennies de la télévision : 1920 - 1930 - 1940 - 1950 - 1960 - 1970 - 1980 |

Cet article présente les faits marquants de l'année 1951 à la télévision.

## Évènements

### Europe
- À Genève, le CCIR adopte le standard de 625 lignes, isolant ainsi la France (819 lignes) et le Royaume-Uni (405 lignes).

### États-Unis
- Première démonstration d'un magnétoscope professionnel

### France
- Catherine Langeais est la deuxième speakerine de la télévision.
- mars 1951 : création à Nogentel du premier télé-club, expérience télévisuelle collective[1].

## Séries télévisées

### États-Unis
- 11 août : diffusion du premier épisode des Aventures de Kit Carson en syndication
- 15 octobre : diffusion du premier épisode de I Love Lucy sur CBS
- 16 décembre : diffusion du premier épisode de Badge 714 sur NBC

## Feuilletons télévisés

### États-Unis
- 3 septembre : diffusion du premier épisode de C'est déjà demain sur CBS

## Principales naissances
- 12 janvier : Kirstie Alley, actrice, productrice et scénariste américaine († 5 décembre 2022).
- 16 janvier : Pauline Larrieu, actrice française.
- 15 février : Jane Seymour, actrice et productrice britannique naturalisée américaine.
- 17 mars : 
  - Kurt Russell, acteur, scénariste et producteur américain.
  - Sydne Rome, actrice américaine.
- 13 avril : Peter Davison, acteur britannique.
- 16 avril : Éric Kristy, romancier et scénariste de télévision français († 2 février 2016).
- 8 mai : Catherine Laborde, présentatrice météo, journaliste et écrivaine française († 28 janvier 2025).
- 4 juillet : Philippe de Dieuleveult, animateur-aventurier de télévision français (porté disparu en août 1985).
- 11 juillet : Evelyne Leclerq, speakerine, animatrice de télévision et actrice française.
- 21 juillet : 
  - Arlette Chabot, journaliste française.
  - Robin Williams, acteur américain († 11 août 2014).
- 24 juillet : Lynda Carter, actrice et chanteuse auteur-compositeur américaine.
- 25 juillet : Jacques Legros, présentateur de télévision et journaliste français.
- 3 août : Jay North, acteur américain.
- 17 août : Wesley Eure, acteur américain.
- 2 septembre : Mark Harmon, acteur américain.
- 26 octobre : Patrice Carmouze, journaliste, animateur de télévision et de radio français.
- 12 novembre : Patrick Sabatier, animateur et producteur français.